# Аркита (Муреш)
Аркита (рум. Archita) насеље је у Румунији у округу Муреш у општини Ванатори. Oпштина се налази на надморској висини од 467 m.

## Становништво
Према подацима из 2002. године у насељу је живело 792 становника.

### Попис2002.
| Расподела становништва по националности 2002.‍ | Расподела становништва по националности 2002.‍ | Расподела становништва по националности 2002.‍ | Расподела становништва по националности 2002.‍ | Расподела становништва по националности 2002.‍ |
| --------------------------------------------- | --------------------------------------------- | --------------------------------------------- | --------------------------------------------- | --------------------------------------------- |
|                                               |                                               |                                               |                                               |                                               |
| Румуни                                        | Румуни                                        |                                               | 697                                           | 88,1%                                         |
| Мађари                                        | Мађари                                        |                                               | 39                                            | 4,9%                                          |
| Роми                                          | Роми                                          |                                               | 49                                            | 6,2%                                          |
| Немци                                         | Немци                                         |                                               | 6                                             | 0,8%                                          |